# エフエムくらしき
株式会社エフエムくらしきは、岡山県倉敷市と総社市の一部地域を放送区域として超短波放送（FM放送）をする特定地上基幹放送事業者である。FMくらしきの愛称でコミュニティ放送をしている。

## 概要
1996年（平成8年）12月24日に岡山県内初の民間FM放送局として開局した（県域放送のFM岡山は約2年3ヶ月後に開局）。
基本的に自主制作番組とJ-WAVE、ミュージックバード、及び外部制作の番組で編成されている。毎日5:00を起点に24時間放送が実施されている。
第三セクター形式による運営が行われており、株主は倉敷市・倉敷商工会議所・中国銀行・水島信用金庫・玉島信用金庫・山陽新聞社や、地元の中小企業などにより構成されている。

### 送信所・中継局
本局送信所は倉敷市中部にそびえる種松山に、中継局は倉敷市南東部の児島地域と北西部の真備地区、総社市の秋葉山に設置されている。
| 送信所                                                   | 空中線電力 | 設置場所             |
| -------------------------------------------------------- | ---------- | -------------------- |
| 倉敷局（親局）                                           | 20W        | 倉敷市粒江（種松山） |
| 児島局                                                   | 10W        | 倉敷市児島下の町     |
| 総社局                                                   | 10W        | 総社市宍粟（秋葉山） |
| 真備局                                                   | 10W        | 倉敷市真備町箭田     |
| - 親局のコールサインはJOZZ8AC-FM - 周波数はすべて82.8MHz |            |                      |

### 沿革
- 1996年（平成8年）
  - 5月16日 - 株式会社エフエムくらしき設立。
  - 12月24日 - 開局。
- 2003年（平成15年）
  - 自主制作のバラエティ法話番組『拝、ボーズ!!!』[5]（2002年9月20日放送分）について、放送批評懇談会より第40回ギャラクシー賞ラジオ優秀賞に選ばれる[6]。
- 2005年（平成17年）
  - 緊急告知FMラジオを倉敷ケーブルテレビと開発（詳細は後述）。
- 2011年（平成23年）
  - 12月1日 - サテライトスタジオ「FMくらしき あいらぶstudio」開設[7]。
- 2014年（平成26年）
  - 8月28日 - JCBAインターネットサイマルラジオによる配信を開始[8]。これ以前には、2012年7月29日の特別番組『第2回倉敷国際トライアスロン大会』をUstreamにてサイマル配信したことがある。
- 2018年（平成30年）
  - 2月14日 - 総社中継局を設置し、放送区域を総社市に拡大[9]。
  - 4月1日 - 総社市の防災情報への対応を開始[10]。
  - 7月 - 平成30年7月豪雨による甚大な被害が発生した倉敷市・総社市の災害復旧支援情報を伝えるため特別編成を実施（7月9日 - 8月3日）[11]。
- 2020年（令和2年）
  - 5月1日 - 真備中継局を設置[12][13]。

## 近隣放送局との関係
倉敷市内のケーブルテレビ局である倉敷ケーブルテレビ・玉島テレビと共に、倉敷コミュニティ・メディア（KCM）を結成している。
同時期に開局し（エフエムくらしきより1週間遅く開局）、主要株主の一部が重複する岡山シティエフエムとの結びつきも深く、お互いの局の自主制作番組（カギトークや拝、ボーズ!!）の放送を行ったほか、地元タウン誌への2局共同広告の掲載を行なっている。以前は2局共同の「POWER PLAY」を選定していた。
広島県のエフエムふくやま・岡山県の岡山シティエフエム・香川県のエフエムサン・エフエム高松コミュニティ放送・エフエムセト（廃局）・高松シティエフエム（FM81.5に統合）と共に、瀬戸内コミュニティFMネットワークを立ち上げた。

## 緊急告知FMラジオ
2005年（平成17年）11月には、災害等が発生した時に自動的に電源が入り、大音量で災害情報等を伝える「緊急告知FMラジオ」を倉敷ケーブルテレビと共同で開発した（愛称は公募により「こくっち」と命名された）。コミュニティFMであるがゆえの、電波の届く範囲が狭いデメリットを逆に利用して、限られた人向けの緊急放送が可能である点、既存設備を流用することで低予算での運用が可能である点などが利点として挙げられる。このラジオは、2007年に総務省消防庁などが主催する「第11回防災まちづくり大賞」の防災情報部門で消防庁長官賞を受賞した（受賞者：倉敷コミュニティ・メディア、倉敷市）。
全国瞬時警報システム（J-ALERT）の受信時や、倉敷市または総社市から緊急の情報が発せられた場合は放送中の番組を中断し、緊急情報が伝えられる。また、両市の防災行政無線においても同様の放送が行われる。なお、毎月1日の12:55 - 12:58には試験放送が実施される（一般のラジオでも聴取可能）。

## 主な番組
番組の詳細、タイムテーブル等は公式ホームページの週間番組表を参照

### 自主制作番組・市民制作番組（生放送）
■S は「FMくらしき うさぎやあいちゃんスタジオ」から放送
- モーニングくらしき（月 - 金 7:00 - 9:00）
- S おまかせラジオ（月・火 13:00 - 15:00）
- ぼっけーくらしき!ラジオまるかじり（水・木 13:00 - 15:00）
- ラシクラ（水・木 16:00 - 17:00）
- S 夕方ワイド くらもん（月 - 木 17:00 - 19:00）
- 週末です。930。（金 9:30 - 11:30）
- 週刊くらしき ハッピーレディオ（金 15:00 - 19:00）
- 燃えるジョージのサーティーミニッツ（第2月 15:00 - 15:30、再放送：第2火 19:30 - 20:00）
- 当新田食堂 聴いてまんぷくスタミナラジオ!（第3火 19:00 - 19:30）
- 明るく、楽しく、たくみが走る（第4水 19:00 - 19:30）
- そうじゃ通信 まったなし!（第1・3木 12:25 - 12:55）
- 玉島ナウ!（第4木 15:00 - 15:30）
- プリティーウーマン（第2木 19:00 - 19:30）
- 気まぐれ！メンズトーク（第3木 19:00 - 19:30）
- がんばりょうるで児島（第2金 14:00 - 15:00）［しもついシービレッジから放送］
- 一級建築師こばしのいろんなお話（第4金 14:00 - 14:30）
- ベーヤンとあなたとテッセイ（第4日 21:00 - 22:30）

### 自主制作番組・市民制作番組
- あつまれ!小学生（土 8:00 - 9:00、再放送：日 19:00 - 20:00）
- ヒロミとゆかいな仲間たち（第1・3月 12:40 - 12:55、再放送：第2・4月 12:40 - 12:55）
- カムカムチャーチベル（第4月 15:00 - 15:30）
- きょんきょんとおやじの宝さがし（第4火 15:00 - 15:30）
- 新風くらしき 市議会ラジオ（第4火 19:30 - 20:00）
- 倉敷伝建物語（第1水 12:40 - 12:55、再放送：第3水 12:40 - 12:55）
- そうじゃ通信 まったなし!（第2水 12:40 - 12:55、再放送：第4水 12:40 - 12:55）
- ラジオみずしまコメコメスタジオ（第1・3水 15:30 - 16:00、再放送：第2・4・5水 15:30 - 16:00、ラジオみずしまコメコメスタジオで収録）
- 祈りとかたち（第1・3木 15:00 - 15:30）
- もも太のゆめ研究所 ゆめラボチャンネル（第1木 19:00 - 19:30）
- axia MUSIC RADIO（第4木 19:00 - 19:30）
- ラジオで巡る日本遺産のまち くらしき（再放送）（木 19:30 - 19:45）
- 木夜のびれまるカフェ（木 19:45 - 20:00）
- 拝、ボーズ!!! （金 11:30 - 12:00、再放送：火 19:00 - 19:30）
- ONO HONDA STUDIO（第2金 12:00 - 13:00）
- あ～と＠オオハラ（第2・4金 13:00 - 13:30）
- くらしき終活塾!!（第2・4金 13:30 - 14:00）
- 総社のオヤジとROOKIES（第3金 14:00 - 14:30）
- MUSIC PARADISE（第1金 19:00 - 20:00）
- 縁join!!SPOxT（第2金 19:00 - 20:00）
- 第参金曜最終便（第3金 19:00 - 20:00）
- 藍のままに わがままラジオ（第4金 19:00 - 20:00）
- 声の広報くらしき 〜エフエムからこんにちは〜 （土 10:00 - 10:30、再放送：火 12:25 - 12:55）
- シラカベ～ノのモット倉敷知りたい～ノ（第1・3土 10:30 - 11:00）
- サンワサプライ ミュージックブランチ（日 9:00 - 10:00）
- どうでも委員会？（第2日 21:00 - 22:00）
- Song for You（第3日 21:00 - 22:30）
- 月夜の散歩（第1・3・5日 22:30 - 23:00）
- アニソンY（第2日 22:30 - 23:00）
- モイチノキモチ（第4日 22:30 - 23:00）

### 他のコミュニティFM局等制作番組（J-WAVEの番組を除く）
（MB）はミュージックバード
- Morning Community（月 - 金 6:00 - 6:55）（MB）
- Weekly Recommend（月 - 金 6:55 - 7:00、23:55 - 24:00、月・火  16:25 - 16:30、土 11:55 - 12:00、13:55 - 14:00、14:55 - 15:00、16:55 - 17:00、17:55 - 18:00、日 11:55 - 12:00）（MB）
- リメンバーミュージック（月 12:00 - 12:40、火 12:00 - 12:25、水 12:00 - 12:40、第1・3木 12:00 - 12:25、第2・4・5木 12:00 - 12:55、第1・3・4・5金 12:00 - 12:55）（MB）
- 防災インフォメーション（毎月1日（1月は4日）と第2金を除く毎日 12:55 - 13:00、月・火 15:55 - 16:00、16:55 - 17:00、土 9:55 - 10:00、15:55 - 16:00、日 10:55 - 11:00、2:00）（MB）
- アフタヌーンパラダイス（月・火 15:30 -16:55）（MB）
- 大石吾朗 Premium G（月 19:00 - 20:00）（MB）
- 大西貴文のTHE NITE（月 - 木 21:00 - 23:55、金 22:00 - 23:55）（MB）
- ジンケトリオ（水 19:30 - 20:00）
- The Beatles Lover No.5（金 9:00 - 9:30）
- スター名曲選（第1・3・5金 13:00 - 14:00）
- 忽那賢志のRhythm Medication（土 9:00 - 9:30）（MB）
- ソトコトラジオ（土 9:30 - 9:55）（MB）
- Brand-new Saturday（土 11:00 - 11:40）（MB）
- 映画の話をしよう！（土 11:40 - 11:55）（MB）
- おせつときょうたの『ラジオにチェックイン』（土 12:00 - 12:30）（MB）
- UNFAIR RULEのひとりごと（土 12:30 - 12:55）（MB）
- あの頃青春グラフィティ（土 13:00 - 15:55）（MB）
- JP TOP20（土 16:00 - 17:55）（MB）
- グッ★モニ（日 10:00 - 10:55）（MB）
- ロコラバ -LoCo Lovers-（日 11:00 - 12:30）（MB）
- メディアドゥ＆トーハンPresents 本屋さんへ行こう（日 12:30 - 12:55）（MB）

## パーソナリティ

### 現在
- 社員パーソナリティ
  - 大谷利文（制作部長兼任）
  - 前澤智也（編成技術部長兼任）
- その他
  - 浅野かすみ
  - 阿部あすか
  - 小橋郭繕
  - 清水葵
  - 杓永麻祐子
  - 杉本香子
  - 髙月弘子
  - 中山由美子
  - ボブ石井
  - 道下美津穂
  - 行廣紅里

### 過去
- 社員パーソナリティ
  - 小野須磨子（2019年3月30日に引退[16]、2021年12月31日付けで退社）

## サテライトスタジオ
- 三井アウトレットパーク 倉敷 - 2011年12月1日の開店時に開設。地元企業である株式会社あいらぶとの命名権契約により「FMくらしき あいらぶstudio」という愛称が付けられている[17]。2025年4月1日より、クラブン株式会社との命名権契約により「FMくらしき うさぎやあいちゃんスタジオ」に改称されている。

過去
- デオデオ倉敷本店（現・エディオン倉敷本店） - 2008年9月19日の新装開店時に開設。毎週土曜日に「デオデオ・サテライトサタデー」を生放送していたが、2012年4月28日の同番組放送終了をもって閉鎖された。

## ケーブルテレビ再送信局
2023年4月現在、公式ホームページに記載されている再送信局を以下に記す。特記が無い局は周波数82.8MHzで再送信を実施。
- 倉敷ケーブルテレビ（KCT）
- 玉島テレビ放送（たまテレ）
- 岡山ネットワーク（oniビジョン）
- 矢掛放送（YCT）
- 井原放送（ICV） - 81.0MHz
- 笠岡放送（ゆめネット）